# Bahnstrecke Plockhorst–Peine
| |                               |                                  |                                  |
| Streckennummer: | 1723                          |                                  |                                  |
| Kursbuchstrecke (DB): | 206f (1950)                   |                                  |                                  |
| Kursbuchstrecke: | 186b (1934) 207f (1944, 1946) |                                  |                                  |
| Streckenlänge: | 16,128 km                     |                                  |                                  |
| Spurweite: | 1435 mm (Normalspur)          |                                  |                                  |
| |                               |                                  |                                  |
| \| \| \| von Celle \| \| \| \| 0,0 \| Plockhorst Berlin–Lehrte \| Plockhorst Berlin–Lehrte \| \| \| \| Verbindung zur Lehrter Bahn \| \| \| \| \| nach Braunschweig \| \| \| \| 4,9 \| Ankensen \| Ankensen \| \| \| 10,2 \| Edemissen \| Edemissen \| \| \| \| Schwarzwasser \| \| \| \| 13,2 \| Stederdorf \| Stederdorf \| \| \| \| BAB 2 \| \| \| \| \| Fuhse \| \| \| \| \| Grubenanschlussbahn: Grube Peine \| \| \| \| 16,1 \| von Hannover \| von Hannover \| \| \| \| Fuhse \| \| \| \| 17,1 \| Peine \| Peine \| \| \| \| nach Braunschweig \| \| |                               |                                  |                                  |
| Strecke (außer Betrieb) |                               | von Celle                        | von Celle                        |
| ehemaliger Turmbahnhof geradeaus oben (Strecke geradeaus außer Betrieb) | 0,0                           | Plockhorst Berlin–Lehrte         | Plockhorst Berlin–Lehrte         |
| Abzweig geradeaus und von rechts (Strecke außer Betrieb) |                               | Verbindung zur Lehrter Bahn      | Verbindung zur Lehrter Bahn      |
| Abzweig geradeaus und nach links (Strecke außer Betrieb) |                               | nach Braunschweig                | nach Braunschweig                |
| Bahnhof (Strecke außer Betrieb) | 4,9                           | Ankensen                         | Ankensen                         |
| Bahnhof (Strecke außer Betrieb) | 10,2                          | Edemissen                        | Edemissen                        |
| Brücke über Wasserlauf (Strecke außer Betrieb) |                               | Schwarzwasser                    | Schwarzwasser                    |
| Bahnhof (Strecke außer Betrieb) | 13,2                          | Stederdorf                       | Stederdorf                       |
| Strecke mit Straßenbrücke (Strecke außer Betrieb) |                               | BAB 2                            | BAB 2                            |
| Brücke über Wasserlauf (Strecke außer Betrieb) |                               | Fuhse                            | Fuhse                            |
| Abzweig geradeaus und von rechts (Strecke außer Betrieb) |                               | Grubenanschlussbahn: Grube Peine | Grubenanschlussbahn: Grube Peine |
| Abzweig ehemals geradeaus und von rechts | 16,1                          | von Hannover                     | von Hannover                     |
| Brücke über Wasserlauf |                               | Fuhse                            | Fuhse                            |
| Bahnhof | 17,1                          | Peine                            | Peine                            |
| Strecke |                               | nach Braunschweig                | nach Braunschweig                |

Die Bahnstrecke Plockhorst–Peine war eine eingleisige Nebenbahn zur direkten Verbindung von Peine und Celle mit einer Länge von 16,1 Kilometern.

## Geschichte
Der Bau dieser Strecke wurde zusammen mit der Bahnstrecke Celle–Braunschweig 1912 beschlossen. Es wurde auch mit dem Bau begonnen; während des Ersten Weltkrieges wurde der Weiterbau dieser Strecken aber eingestellt.
Nach Kriegsende und Weiterbau wurde die Strecke am 1. Oktober 1922 eingeweiht. Der offizielle Betrieb begann am 4. Oktober 1922. Die Strecke war großzügig trassiert. Auch die Bahnhofsgebäude entsprachen in ihrer Bauweise dem einheitlichen Typ, der auch an der Strecke Celle–Braunschweig errichtet wurde. Besonders auffällig ist der Bahnhof Ankensen, der an dem gleichnamigen Gut angelegt wurde, in dessen Nähe jedoch keine Ortschaft zu finden war.

## Betrieb
Trotz der großzügigen Anlage kam die Strecke über eine lokale Bedeutung nicht hinaus. Es waren im Fahrplan nur drei bis fünf Personenzugpaare vorgesehen. Der von einer Tenderlok (vorwiegend preußische T 9.3) geführte Zug bestand meistens aus drei Donnerbüchsen und einem preußischen Dreiachswagen 2. Klasse mit Oberlicht.
In Plockhorst bestand Anschluss an die Züge nach Celle.
Im Volksmund trug die Bahn den Spitznamen Peiner Alli. Diesen Namen erhielt der Zug nach dem Zweiten Weltkrieg. Die Engländer versahen sämtliche Waggons mit der Aufschrift „Allied Forces“ – zu gut deutsch: von den Alliierten beschlagnahmt. Daraus wurde dann der „Alli“.

## Stilllegung
Der Personenverkehr auf der Strecke wurde am 1. Juni 1958 eingestellt. 1963 kam auch das „Aus“ für den Güterverkehr zwischen Plockhorst und Ankensen. Kurz darauf wurden die Gleisanlagen dieser Teilstrecke zurückgebaut. Bis 1978 fuhren noch Güterzüge bis Edemissen. Der Abschnitt zwischen Peine und Stederdorf blieb noch im Güterverkehr in Betrieb; er wurde zum 1. Juni 2003 stillgelegt.

## Zustand

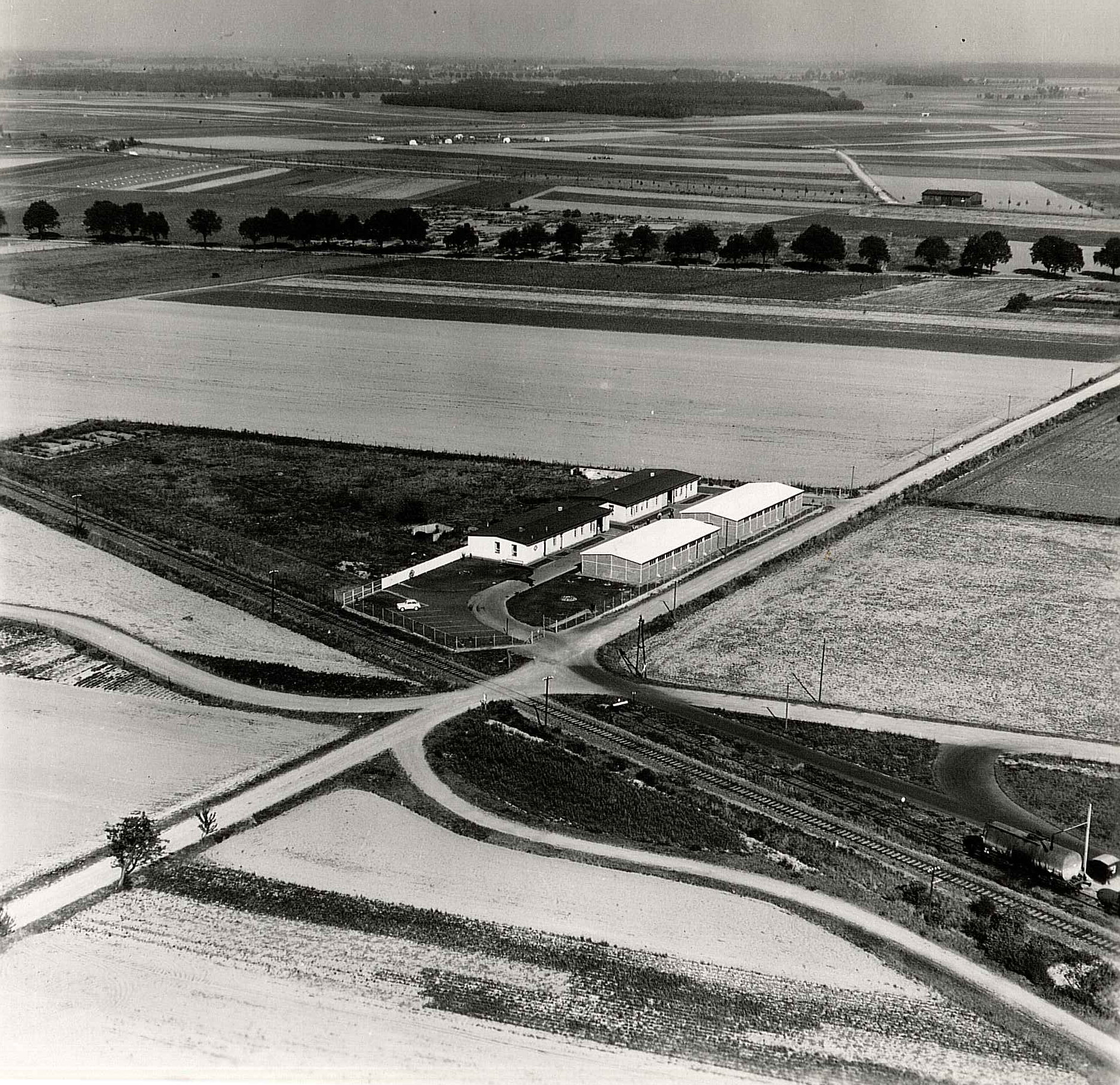
Historische Aufnahme der Bahnstrecke Plockhorst–Peine beim heutigen Industriegebiet Stederdorf, um 1950

Die Strecke ist – bis auf ein Teilstück vom Industriegebiet Stederdorf, nördlich des ehemaligen Bahnhofes, nach Peine – komplett abgebaut.
Teilweise wurde auch der Bahndamm abgetragen. Im Bereich Ankensen und Edemissen ist die Trasse noch gut erkennbar, auch die Bahnhofsgebäude Ankensen, Edemissen und Stederdorf stehen noch und sind in Privatbesitz. Im Frühjahr 2017 wurden auch die letzten Gleisreste zwischen Stederdorf und Peine zurückgebaut.
Bei einem Zugunglück auf der Strecke Hannover–Braunschweig am 16. Juni 2010 wurde der Oberbau der Strecke im Bereich des noch bestehenden, aber nicht mehr genutzten Anschlusses zur Bahnstrecke Plockhorst–Peine stark beschädigt. Die Bahnstrecke Hannover–Braunschweig wurde danach ohne Wiederherstellung des Anschlusses instand gesetzt.